# Henry Franklin-Bouillon

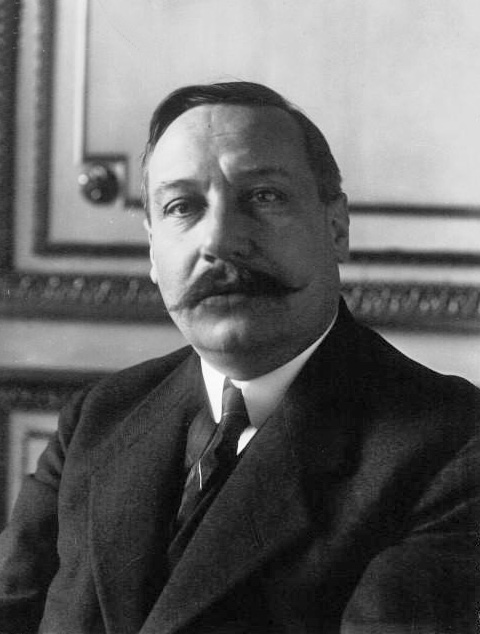

Henry Franklin-Bouillon, född 3 september 1870, död 12 september 1937, var en fransk politiker.
Franklin-Bouillon var ursprungligen journalist, blev deputerad 1904 och propagandaminister i Paul Painlevés ministär 1917. Han var specialist i utrikesärenden, och var upprepade gånger ordförande i deputeradekammarens utrikesutskott. Franklin-Bouillon var en av de få, som 1919 vågade tala emot Versaillesfördragets godkännande. 1921-22 var han underhandlare i Ankara, där han träffade en överenskommelse med Mustafa Kemal Atatürk, som resulterade i Lausannefördraget. Som tillhörande en republikansk familj, var Franklin-Bouillons läggning allmänt radikal, men hans nationalism och misstroende mot Tyskland gjorde att han inte kunde godta radikal-socialistiska partiets politik under senare år och bröt sig ut ur partiet och bildade en egen grupp i kammaren. Franklin-Bouillon ansågs som en mycket driven talare.